# Podnoszenie ciężarów na Letnich Igrzyskach Olimpijskich 1972 – waga superciężka mężczyzn
Rywalizacja w wadze ponad 110 kg mężczyzn w podnoszeniu ciężarów na Letnich Igrzyskach Olimpijskich 1972 odbyła się 5 września 1972 roku w hali Gewichtheberhalle. W rywalizacji wystartowało 13 zawodników z 11 krajów. Był to debiut tej konkurencji w programie olimpijskim. Pierwszym w historii mistrzem olimpijskim został Wasilij Aleksiejew z ZSRR, srebrny medal zdobył Rudolf Mang z RFN, a trzecie miejsce zajął Gerd Bonk z NRD.

## Wyniki
| Pozycja | Zawodnik           | Reprezentacja     | Waga   | Wyciskanie | Wyciskanie | Wyciskanie | Rwanie | Rwanie | Rwanie | Podrzut | Podrzut | Podrzut | Wynik |
| Pozycja | Zawodnik           | Reprezentacja     | Waga   | 1          | 2          | 3          | 1      | 2      | 3      | 1       | 2       | 3       | Wynik |
| ------- | ------------------ | ----------------- | ------ | ---------- | ---------- | ---------- | ------ | ------ | ------ | ------- | ------- | ------- | ----- |
| 1. !    | Wasilij Aleksiejew | ZSRR              | 152,80 | 225,0      | 230,0      | 235,0      | 170,0  | 175,0  | 180,0  | 225,0   | 225,0   | 230,0   | 640,0 |
| 2. !    | Rudolf Mang        | RFN               | 129,75 | 222,5      | 222,5      | 225,0      | 170,0  | 180,0  | 180,0  | 215,0   | 232,5   | 232,5   | 610,0 |
| 3. !    | Gerd Bonk          | NRD               | 142,30 | 190,0      | 190,0      | 200,0      | 150,0  | 155,0  | 160,0  | 210,0   | 217,5   | 217,5   | 572,5 |
| 4       | Jouko Leppä        | Finlandia         | 144,80 | 190,0      | 200,0      | 205,0      | 150,0  | 157,5  | 162,5  | 200,0   | 205,0   | 210,0   | 572,5 |
| 5       | Manfred Rieger     | NRD               | 125,55 | 185,0      | 190,0      | 192,5      | 162,5  | 162,5  | 170,0  | 200,0   | 205,0   | 207,5   | 557,5 |
| 6       | Petr Pavlásek      | Czechosłowacja    | 150,25 | 185,0      | 192,5      | 197,5      | 155,0  | 160,0  | 165,0  | 200,0   | 205,0   | 205,0   | 557,5 |
| 7       | Kalevi Lahdenranta | Finlandia         | 134,30 | 180,0      | 190,0      | 195,0      | 165,0  | 165,0  | 170,0  | 200,0   | 200,0   | 205,0   | 555,0 |
| 8       | Fernando Bernal    | Kuba              | 125,85 | 190,0      | 200,0      | 200,0      | 147,5  | 147,5  | 152,5  | 200,0   | 207,5   | 212,5   | 545,0 |
| 9       | Ove Johansson      | Szwecja           | 127,95 | 200,0      | 200,0      | 205,0      | 145,0  | 150,0  | 150,0  | 200,0   | 200,0   | 200,0   | 545,0 |
| 10      | Terry Perdue       | Wielka Brytania   | 146,85 | 180,0      | 185,0      | -          | 147,5  | 152,5  | 152,5  | 180,0   | 185,0   | -       | 512,5 |
| 11      | Thamer Chaim       | Brazylia          | 114,10 | 175,0      | 182,5      | 182,5      | 135,0  | 142,5  | 142,5  | 180,0   | 190,0   | -       | 490,0 |
| -       | Ken Patera         | Stany Zjednoczone | 145,80 | 212,5      | 227,5      | 230,0      | 165,0  | 165,0  | 170,0  | -       | -       | -       | DNF   |
| -       | Serge Reding       | Belgia            | 139,45 | 222,5      | 222,5      | 225,0      | -      | -      | -      | -       | -       | -       | DNF   |